# Кім Джійон, 1982 року народження
Кім Джійон, 1982 року народження (кор.: хангиль: 82년생 김지영) — роман Чо Намджу. Колишній сценаристці телевізійних програм Чо знадобилося два місяці, щоб написати історію, оскільки, за її словами, «Життя головної героїні Кім Джійон мало чим відрізняється від того, яке прожила я. Ось чому я змогла написати так швидко без особливої підготовки».
Вийшов у видавництві Minumsa у жовтні 2016 року, станом на 27 листопада 2018 року роман був проданий тиражем понад 1 мільйон примірників, ставши першим корейським романом з мільйонними продажами після «Будь ласка, доглядай за мамою» Шін Ґьонсук в 2009 році.
Сюжет зосереджений на жінці-домогосподарці, в якої розвинулась депресія після народження дитини. Роман сфокусований на повсякденному сексизмі, який головна героїня Кім Джійон відчуває з дитинства.